# Little Orphan Annie
Little Orphan Annie (br: Aninha, a Pequena Órfã ) é uma tira de jornal estadunidense criada por Harold Gray (1894-1968) e distribuída pela Tribune Media Services. O nome da tira foi copiado do poema de 1885 "Little Orphant Annie" de James Whitcomb Riley. Surgiu em 5 de agosto de 1924 no jornal novaiorquino Daily News.
As aventuras contadas nas tiras eram sobre as peripécias de Annie, seu cão Sandy e o benfeitor milionário Oliver "Daddy" Warbucks. Outros personagens eram Punjab, Asp e Senhor Am. A tira atraiu leitores adultos ao fazer alusões e comentários sobre as políticas americana e internacional, tais como referências ao emprego sindicalizado, New Deal e comunismo.
Após a morte de Gray, em 1968, muitos artistas desenharam a tira. Annie inspirou programa de rádio (1930), filmes (adaptações em 1932, pela RKO e 1938 pela Paramount) e um musical da Broadway em 1977 (igualmente adaptado para o cinema em 1982, 1999 e 2014). A popularidade da tira declinou e era publicada em apenas 20 jornais quando foi cancelada em 13 de junho de 2010.

## Tramas
As aventuras de Little Orphan Annie eram contadas num estilo de novela picaresca, com a personagem principal vagando por um mundo corrupto, em histórias episódicas e independentes. No primeiro ano da tira foram introduzidos os personagens coadjuvantes recorrentes: Sandy e "Daddy" Warbucks.
A história começa em um orfanato pobre como os das histórias de Charles Dickens, com Annie submetida a frequentes maus tratos causados por uma matrona sarcástica. Um dia, a rica mas egoista Madame Warbucks pega Annie e a leva para sua mansão. O marido da mulher desenvolve imediatamente uma afeição paternal por Annie e pede à menina que o chame de "papai" (em inglês, "Daddy"). Para infelicidade de Annie, o homem passa longos períodos fora, viajando a negócios, e a menina fica desprotegida, sofrendo com os ciúmes da esposa que acaba devolvendo-a ao orfanato.
A mulher do orfanato faz Annie trabalhar numa doceria de propriedade da Senhora Bottle. A menina não gosta do trabalho, muito pesado para sua idade. Um dia, Annie salva um cachorro chamado Sandy que estava sendo judiado por uma gangue de meninos cruéis e logo depois foge da Senhora Bottle. Ela anda sem rumo pelo campo e encontra um lar acolhedor na fazenda do casal Silo. Quando "Daddy" Warbucks oferece uma grande recompensa para quem encontrar Annie, um agiota ameaça o casal Silo e sua fazenda. O bem triunfa quando casualmente Warbucks chega à fazenda em busca de um copo de água e reencontra Annie. Warbucks faz melhorias na fazenda e volta à cidade com Annie e Sandy, prometendo à menina que os Silos poderão visitá-la sempre que quiserem.

## Personagens
Annie é uma órfã de idade não determinada, provavelmente por volta de 12 anos. Suas características são o cabelo ruivo encaracolado, o vestido vermelho e círculos brancos no lugar dos olhos. Seus bordões em inglês são "Gee whiskers" e "Leapin' lizards!". Annie atribui sua juventude prolongada ao fato de ter nascido em 29 de fevereiro, ou seja, ela faz um aniversário a cada quatro anos. Ela é uma corajosa, generosa, compassiva e otimista menina que não teme arruaceiros e possui uma forte e intuitiva noção de certo e errado.
Sandy é um cão vira-lata que Annie resgatou quando era maltratado por uma gangue de meninos de rua, numa tira de janeiro 1925. Ela trabalhava na doceria da Senhora Bottle e conseguiu um lar para Sandy ao deixá-lo com Paddy Lynch, um homem gentil. Sandy estava crescido quando repentinamente reapareceu numa tira de maio de 1925 para ajudar Annie contra raptores ciganos. Annie e Sandy ficariam juntos desde então.
Oliver Warbucks primeiro apareceu em setembro de 1924 e foi revelado um mês depois ser ele um pequeno comerciante que enriquecera fabricando munição durante a Primeira Guerra Mundial. Ele é grande e careca, capitalista por ideologia, que usa sempre smoking e um alfinete de diamante na camisa. Ele gosta de Annie desde quando a conheceu, pedindo a ela que o chamasse de "Papai". A esposa (filha de encanador), contudo, é esnobe e fofoqueira e sente ciumes das atenções do marido com Annie. Quando Oliver é subitamente chamado para negócios na Sibéria, a esposa manda Annie de volta para o orfanato.
Outros personagens são Punjab, um gigantesco indiano braço-direito de Warbucks que apareceu em 1935; e Asp, um asiático que apareceu em 1937. O misterioso Mister Am era um amigo de Warbucks que usava uma barba igual ao do Papai Noel e possuia uma personalidade jovial. Ele afirma ter milhões de anos de idade e poderes sobrenaturais. Em algumas tiras foi sugerido ser ele Deus.

## Antecedentes
Após a Primeira Guerra Mundial, o desenhista Harold Gray foi trabalhar no Chicago Tribune que, naquele momento, estava sendo reformulado pelo proprietário Joseph Medill Patterson para ser uma importante revista nacional. Como parte da estratégia, Patterson procurava por tiras que pudessem ser distribuidas nacionalmente, além de poderem ser adaptadas para o cinema e rádio. As tiras de Gray haviam sido fortemente rejeitadas por Patterson, mas Little Orphan Annie foi finalmente aceita e estreou como teste num tablóide pertencente ao Tribune – o jornal de Nova Iorque Daily News – em 5 de agosto de 1924. A resposta dos leitores foi boa e Annie começou a aparecer na tira dominical do Tribune em 2 de novembro, e tira diária em 10 de novembro. Foi mais tarde oferecida sindicalizada ao Toronto Star e The Atlanta Constitution.
Gray disse em 1951 que a inspiração para Annie surgiu de um encontro com uma maltrapilha enquanto andava pelas ruas de Chicago buscando por novas ideias. (Em tradução aproximada):"Eu conversei com essa pequena criança e gostei do seu jeito", narra Gray. "Ela tinha bom senso, sabia cuidar de si mesma. Seu nome era Annie. Naquele tempo 40 tiras tinham meninos como personagens principais; apenas três apresentavam meninas. Eu optei por Annie e a fiz ser órfã num orfanato, sem família nem vinculos, livre para ir a qualquer lugar."
Para a ambientação da tira, Gray foi influenciado pela sua infância numa fazenda do meio-oeste americano, por novelistas e poetas vitorianos como Charles Dickens além da popular tira de quadrinhos de Sidney Smith chamada The Gumps, do histrionismo do cinema mudo e dos melodramas do período. Inicialmente, não havia continuidade entre a tira diária e a dominical mas a partir da década de 1930 as duas foram fundidas. Segundo os editores de The Great Depression in America: A Cultural Encyclopedia, a tira mostrava a visão pessoal de Gray e Riley que mantinham uma filosofia caseira do trabalho duro, respeito pelos mais velhos e perspectiva de vida alegre. A revista Fortune listou as tiras mais populares em 1937 e classificou Little Orphan Annie como primeiro lugar, superando outras conhecidas como Popeye, Dick Tracy, Bringing Up Father, The Gumps, Blondie, Moon Mullins, Joe Palooka, Li'l Abner e Tillie the Toiler.

### De 1929 a Segunda Guerra Mundial
Gray foi pouco afetado pela crise das bolsas de valores de 1929. A tira estava mais popular do que nunca e lhe garantia uma boa renda, aumentada quando foi adaptada para um programa de rádio de 1930 e dois filmes para o cinema, em 1932 e 1938. Mas Gray seria insultado por pregar nas tiras o trabalho duro para os pobres enquanto vivia bem com sua renda.
Em novembro de 1932, Franklin Delano Roosevelt foi eleito presidente dos Estados Unidos e propôs o programa New Deal. Muitos, incluindo Gray, viram esse e outros programas como interferência governamental nas empresas privadas. Gray reclamou de Roosevelt e seus programas. A vida de Annie ficou complicada não somente pelos problemas com assassinos e bandidos mas pelos seguidores do New Deal e burocratas. O trabalho sindicalizado causava temor nos empresários e Gray tomou o partido deles. Alguns autores e editores comentaram o criticismo ao New Deal e a política de empregos das tiras. The New Republic descreveu Annie como "Hooverismo nos Gibis", dizendo que a tira de Gray estava a defender empresários de bens de consumo e seria investigada pelo governo. A Herald Dispatch de Huntington, Virgínia Ocidental interrompeu a publicação de Little Orphan Annie, colocando editorial de primeira página contra a política de Gray. Um subsequente editorial da New Republic cumprimentou o jornal, e The Nation também o apoiou.
Ao final da década de 1920, a tira tinha se tornado mais aventurosa e adulta com encontros de Annie com assassinos, gângsters, espiões e sabotadores. Foi nessa época que Gray, acompanhando politicos conservadores e liberais de cunho populista, produziu as suas histórias mais polêmicas. Ele aprofundou aspectos sombrios da natureza humana, tais como a ganância e a traição. O abismo entre ricos e pobres foi outra importante abordagem. A tira (e Gray, em entrevistas) endossava a ética empresarial americana de "um dia de trabalho honesto para pagar um dia de trabalho honesto". Sua hostilidade contra o trabalho sindicalizado foi dramatizada na história de 1935 "Eonite". Outros alvos foram o New Deal, comunismo e comerciantes corruptos.
Gray era especialmente crítico em relação ao sistema judiciário americano, o vendo como incapaz de lidar com a criminalidade. Algumas de suas histórias falavam em pessoas que tomam as leis em suas próprias mãos. Aconteceu logo em 1927 numa aventura chamada "The Haunted House". Annie é raptada por um gângster chamado Mister Mack. Warbucks a resgata e prende Mack e seus capangas. Ele então liga para um senador que lhe devia favores. Warbucks persuade o político a usar de sua influência com o juiz para julgar de forma justa os homens capturados.
Warbucks se tornaria ainda mais severo nos anos seguintes. Após capturar outra gangue de raptores de Annie ele anunciou que "não pensem que a polícia será incomodada por vocês,rapazes" (tradução aproximada de " wouldn't think of troubling the police with you boys"), implicando que enquanto ele e Annie comemoravam o reencontro, Asp e seus homens deixaram os raptores serem linchados. Em outra tira dominical, publicada durante a Segunda Guerra Mundial, um fornecedor de guerra expressa sua esperança de que o conflito durasse outros 20 anos. Um furioso transeunte agride fisicamente o homem, clamando vingança por dois filhos que pereceram em combate. Quando um policial que passava estava prestes a intervir, Annie o puxa de lado, falando: "Às vezes é melhor deixar as pessoas solucionarem algumas questões através daquilo que você poderia chamar de processos democráticos" (tradução aproximada para "It's better some times to let folks settle some questions by what you might call democratic processes").
Em 1935 Punjab, um gigantesco indiano de turbante, foi introduzido na tira e tornou-se um personagem marcante. As aventuras de Annie, que até então eram realistas e credíveis, passaram, com Punjab, a adotar um tom sobrenatural, cósmico e fantástico.

### Segunda Guerra Mundial e Comandos Junior da Annie
Com o início da guerra na Europa, tanto o Tribune de Chicago como o Daily News de Nova Iorque defenderam a neutralidade; "Daddy" Warbucks, contudo, iniciou alegremente a fabricação e venda de tanques, aviões e munição. O jornalista James Edward Vlamos deplorou a perda da fantasia, inocência e humor dos quadrinhos e comentou uma sequência de Gray sobre espionagem, anotando que o "destino da nação" recaía agora sobre os "ombros frágeis de Annie". "
Quando os americanos entraram na guerra, Annie não apenas fez a sua parte afundando um submarino nazista, como organizou e liderou grupos de crianças chamados em inglês de "Junior Commandos" para coletarem jornais velhos, sucata e outros materiais recicláveis para o esforço de guerra. Annie usou uma braçadeira com as letras "JC" e chamou a si mesma de "Coronel Annie". Na vida real, a ideia prosperou, e estudantes e pais foram encorajados a organizar grupos similares. Informou-se que vinte mil Junior Commandos foram registrados em Boston.
Gray foi elogiado pela sua ideia. Editor & Publisher escreveu: "Harold Gray, criador de Little Orphan Annie, fez o trabalho mais bem-sucedido até o momento para a coleta de sucata. Seu projeto "Junior Commando", inaugurado alguns meses atrás, ficou conhecido em todo o país, e toneladas de material foram coletadas para a guerra. As crianças venderam os materiais que foram processados e geraram recursos para selos e títulos de guerra."
Mas nem tudo eram flores para Gray. Ele pediu cupons extras de combustível, alegando viagens para o campo a fim de material para as tiras. Mas o agente do controle de preços Flack recusou o pedido, explicando que desenhos não eram vitais para o esforço de guerra. Gray pediu uma audiência e a decisão original foi mantida. O cartunista ficou furioso e incluiu isso na tira, com veneno especial dirigido a Flack e ao controle de preços do governo, entre outras reclamações. Gray tinha quem o apoiasse, mas seus vizinhos defenderam Flack, e o jornal local falou mal do autor. Flack ameaçou abrir um processo por difamação, e alguns jornais cancelaram a tira. Gray não se mostrou arrependido mas interrompeu a sequência nas tiras.
Gray foi criticado por um jornal do sudeste americano por incluir um jovem negro entre as crianças brancas dos Junior Commandos. Ele deixou claro que não era um reformista, que não acreditava na superação do racismo e que também não tinha relação com a campanha dos direitos civis de Eleanor Roosevelt. Afirmou que Annie era amiga de todos e que, na maioria das cidades americanas do norte, existiam moradores negros. A inclusão do personagem negro nos Junior Commandos foi explicada por ele como "meramente casual para um grande número de leitores". De outra parte, leitores afro-americanos escreveram cartas para Gray agradecendo a inclusão da criança negra nas tiras.
No verão de 1944, Franklin Delano Roosevelt foi indicado para o quarto período de governo e Gray (que não gostava muito dele) "matou" Warbucks numa sequência sentimental de longa duração. Os leitores, em geral, não gostaram da decisão do autor, mas alguns defenderam o mesmo destino para Annie e sua "filosofia superada". Em novembro, Annie foi trabalhar como empregada da Senhora Bleating-Hart e sofreu toda sorte de tormentos. O público pediu a Gray que tivesse misericórdia de Annie quando ela foi acusada pelo assassinato da patroa. Annie foi absolvida. Roosevelt morreu em abril de 1945; logo depois, Gray ressuscitou Warbucks (que alegou ter fingido sua morte para enganar seus inimigos), e novamente o bilionário começou a exaltar as alegrias do capitalismo.

### Pós-guerra
Nesse período Annie falou da bomba atômica, comunismo, rebeldia adolescente e inúmeros outros assuntos sociais e políticos, provocando as reações de clérigos, sindicalistas e outros. Gray acreditava que as crianças deveriam trabalhar, por exemplo. "Um pouco de trabalho nunca machucou nenhuma criança" dizia ele. "Uma das razões da delinquência juvenil é que os meninos são forçados pela lei a vadiarem pelas esquinas e arrumarem encrencas". Sua crença provocou a ira do movimento trabalhista que era a favor das leis contra o trabalho infantil.
Um colunista de jornal de Londres achava que algumas sequências de Gray ameaçavam a paz mundial mas um jornal de Detroit apoiou o artista que em política externa "atirava primeiro e perguntava depois". Gray foi também criticado pela violência horrorosa de suas histórias e desenhos, particularmente uma sequência em que Annie e Sandy são jogados fora de um carro. Gray respondeu aos criticos com um ano de amnésia de Annie que viveria aventuras sem Daddy. Em 1956, uma sequência sobre delinquência juvenil, drogas, navalhas, prostitutas, policiais corruptos e as ligações entre adolescentes com adultos bandidos desencadearam uma tempestade de críticas dos sindicatos, clérigos e intelectuais com 30 jornais cancelando a tira. Os sindicatos ordenaram a Gray interromper a sequência da "queda" da personagem e iniciar outra aventura.

### Morte de Gray
Gray morreu em maio de 1968 de câncer e outros artistas continuaram a tira. O sobrinho de Gray, Robert Leffingwell, foi o primeiro a assumir o trabalho mas logo foi afastado pela Tribune e o chefe artístico Henry Arnold e o gerente Henry Raduta buscaram outro artista permanente. Tex Blaisdell, um experiente quadrinista, assumiu os desenhos e Elliot Caplin tornou-se o escritor. Caplin deixou de lado temas políticos e se concentrou na história dos personagens. A dupla ficou junto seis anos mas o número de assinantes diminuiu e o trabalho foi interrompido em 1973. A tira foi passada para outros e durante esse período houve muitas reclamações sobre a aparência de Annie, seu conservadorismo político e sua falta de coragem. No início de 1974, David Lettick assumiu a tira mas a largou após três meses. Em abril de 1974, houve a decisão de republicar o material clássico de Gray, iniciando a partir de 1936. As assinaturas voltaram.
Seguindo-se ao sucesso do musical da Broadway sobre Annie, a tira foi ressuscitada em 1979 com o nome mudado para Annie, escrita e desenhada por Leonard Starr. Starr, o criador de Mary Perkins, On Stage, foi o único além de Gray a conseguir sucesso com a tira.
Starr se aposentou em 2000 e foi sucedido pelo escritor Jay Maeder e o artista Andrew Pepoy. A dupla iniciou o trabalho numa segunda-feira, 5 de junho de 2000. Pepoy foi depois substituído por Alan Kupperberg (2001-2004) e Ted Slampyak (2004-2010). Os novos autores atualizaram os cenários da tira e os personagens, dando a Annie um novo penteado e roupas jeans no lugar do vestido tradicional. As novas histórias de Maeder, contudo, nunca alcançaram os dramas emocionais conseguidos por Gray e Starr. Annie foi reduzida a um papel de coadjuvante e ficou longe da complexa personagem conhecida pelos leitores durante sete décadas. Annie foi perdendo assinantes até que em 2010, a produção da tira foi encerrada.

### Cancelamento
Em 13 de maio de 2010, a Tribune Media Services anunciou que a tira final iria ser publicada em 13 de junho de 2010. Na época do anúncio do cancelamento, havia apenas 20 jornais publicando-a. O último desenhista, Ted Slampyak, disse: "É doloroso. É quase como a perda de um amigo."
A última tira era o final de uma história em que Annie tinha sido raptada no hotel por um criminoso de guerra do leste europeu. Mesmo com Warbucks pedindo ajuda ao FBI e Interpol para a encontrar, no final da tira ele já estava conformado para o fato de que Annie não sobrevivera. Infelizmente, ele desconhecia que Annie estava viva e tinha ido para a Guatemala com o captor, conhecido como o "Açougueiro dos Balcãs" que diz não matar crianças mas que não deixara a menina ir por medo de ser preso. E que ela terá uma nova vida com ele. O quadrinho final da faixa diz: "E aqui é onde nós deixaremos nossa Annie. Por agora—"

## Adaptações

### Rádio
Little Orphan Annie foi adaptado para um programa de rádio de 15 minuto que foi transmitido pela WGN Chicago em 6 de abril de 1931 e depois costa-costa pela Blue Network da NBC. O programa foi uma das primeiras adaptações para o rádio de uma tira de quadrinhos, atraindo por volta de 6 milhões de ouvintes e permanecendo no ar até 1942. O historiador do rádio americano Jim Harmon atribui a popularidade do programa (em The Great Radio Heroes) ao fato que era o único que trazia o apelo das crianças pequenas.
Em 1931, após a estréia do programa, havia dois elencos separados, um em San Francisco com Floy Margaret Hughes e outro em Chicago com Shirley Bell como Annie, Stanley Andrews como "Daddy" e Allan Baruck (e depois Mel Tormé) como Joe Corntassel. Quando a rede nacional foi estabelecida em 1933, o elenco de Chicago se tornou o único do programa.
Bobbe Dean interpretou brevemente Annie, em 1934-35, durante disputa contratual entre o estúdio e Bell. Janice Gilbert interpretou Annie de 1940 a 1942. Leonard Salvo foi o organista do programa.

### Filmes
Duas adaptações para o cinema foram lançadas na década de 1930: Little Orphan Annie de 1932 foi produzido por David O. Selznick para RKO Pictures, estrelado por Mitzi Green como Annie. O roteiro era simples: Warbucks deixa os negócios e Annie volta ao orfanato. Ela fica amiga de um menino chamado Mickey e quando ele é adotado por uma mulher rica, o visita em seu novo lar. Warbucks retorna e dá uma festa de Natal para todos. O filme causou desapontamentos com Daily News de Nova Iorque escrevendo que Green era muito grande e com muito seios para o papel. Paramount indicou Ann Gillis para o papel de Annie na adaptação de 1938 mas essa segunda versão também não agradou. Um crítico disse que ficou desconfortável com a caracterização de "Pollyanna açucarada" dada a Annie.
Três anos depois da produção da RKO, Gray escreveu uma sequência para a tira com Annie indo até Hollywood. Ela é contratada para cuidar e dublar o astro-mirim Tootsie McSnoots. A jovem "starlet" Janey Spangles conta a Annie sobre as práticas corruptas de Hollywood. Annie usa as informações com maturidade e fica bastante tempo com Janey enquanto faz seu trabalho. Annie não se torna uma estrela. 

### Broadway
Em 1977, Little Orphan Annie foi adaptada como o musical da Broadway chamado Annie. Com canções de Charles Strouse, arranjos de Martin Charnin e letras de Thomas Meehan, a produção original foi encenada de 21 de abril de 1977 a 2 de janeiro de 1983. A peça teve também temporadas internacionais e foi adaptada para filmes três vezes:em 1982 com o filme Annie, em 1999 e em 2014 com a película Annie. A primeira é mais conhecida e foi dirigida por John Huston com Aileen Quinn como Annie, Albert Finney como Warbucks, Ann Reinking como a secretária Grace Farrell e Carol Burnett como Madame Hannigan. O musical tomou consideráveis liberdades em relação às tiras originais.
As atrizes que interpretaram a personagem Annie na Broadway foram Andrea McArdle, Shelley Bruce, Sarah Jessica Parker, Allison Smith e Alyson Kirk. Como Madame Hannigan foram Dorothy Loudon, Alice Ghostley, Betty Hutton, Ruth Kobart, Marcia Lewis, June Havoc, Nell Carter e Sally Struthers. Dentre as canções do musical estão "Tomorrow" e "It's the Hard Knock Life". Em janeiro de 2011, a revista Variety anunciou que Will Smith planejava uma refilmagem de Annie com a filha Willow Smith no papel-título.

## Paródias, imitações e citações culturais
Entre 1936 e 17 de outubro de 1959, a tira Belinda Blue-Eyes (mais tarde apenas Belinda) foi publicada no Reino Unido, no jornal Daily Mirror. Os escritores Bill Connor e Don Freeman e os artistas Stephen Dowling e Tony Royle trabalharam na tira durante anos. 
Em 1995, Little Orphan Annie foi uma das 20 tiras americanas incluída na série Comic Strip Classics de selos postais comemorativos.
Harvey Kurtzman e Wally Wood satirizaram a faixa para a revista Mad, com o título de "Little Orphan Melvin". Kurtzman mais tarde produziria uma série de longa duração para a revista Playboy americana, chamada Little Annie Fanny, com a protagonista com seis fartos e grandes curvas, que continuamente ficava sem roupa e se via às voltas com estranhas situações sexuais.
Na famosa série americana Todo Mundo Odeia o Chris, a personagem Rochelle cita o personagem "Papai Warbucks" no episódio 'Everybody Hates Graduation' (Todo Mundo Odeia a Formatura) da 3.ª temporada.

## Arquivos
O trabalho de Harold Gray está no Howard Gotlieb Archival Research Center da Universidade de Boston. A coleção de Gray inclui trabalhos artísticos, material impresso, correspondências, manuscritos e fotografias. Os desenhos originais a lápis e arte-finalizados de Gray para as tiras diárias Little Orphan Annie datam de 1924 a 1968. As páginas dominicais datam de 1924 a 1964. 
Todas as tiras diárias e dominicais de 1931-1935 foram republicadas pela Fantagraphics durante a década de 1990, em cinco volumes.
A Dragon Lady Press republicou páginas dominicais de 3 de setembro de 1945 a 9 de fevereiro de 1946.